# Cuisine namibienne
La cuisine namibienne est une cuisine d'Afrique australe qui présente des similitudes avec celle de l'Afrique du Sud. La viande y tient une place importante, qu'il s'agisse d'animaux domestiques ou de gibier.
La cuisine namibienne est influencée par deux courants culturels principaux:
- Cuisine pratiquée par les peuples autochtones de Namibie tels que les groupes Himba, Herero et San
- Cuisine des colons introduite pendant la période coloniale par des personnes d'origine allemande, afrikaner et britannique.

## Produits de base
Les ingrédients de base comprennent les haricots et le riz, le porc et le poulet, diverses sauces et des légumes comme les tomates et les oignons. On y retrouve également fréquemment des épices comme l'ail

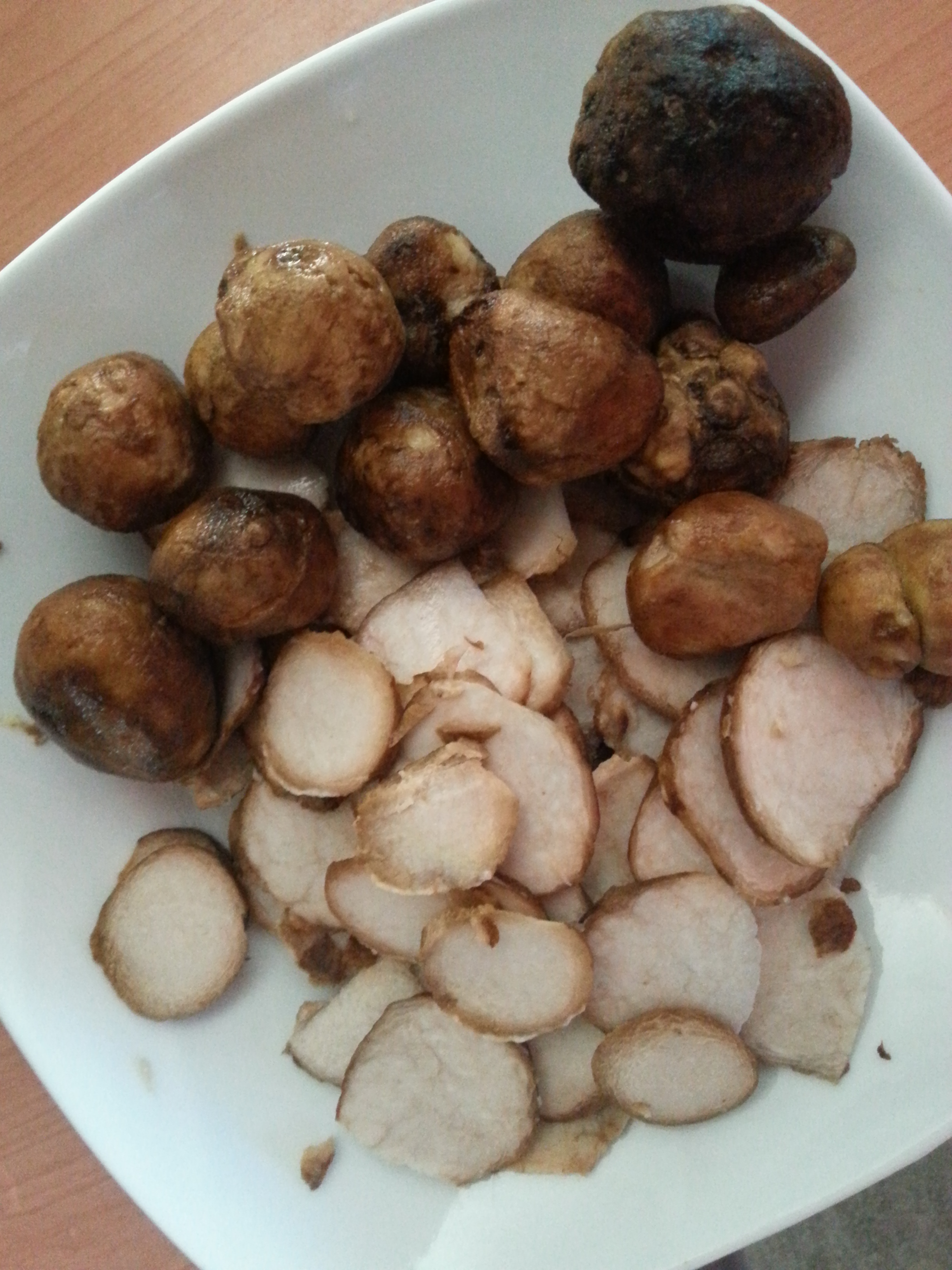
Truffes du Kalahari
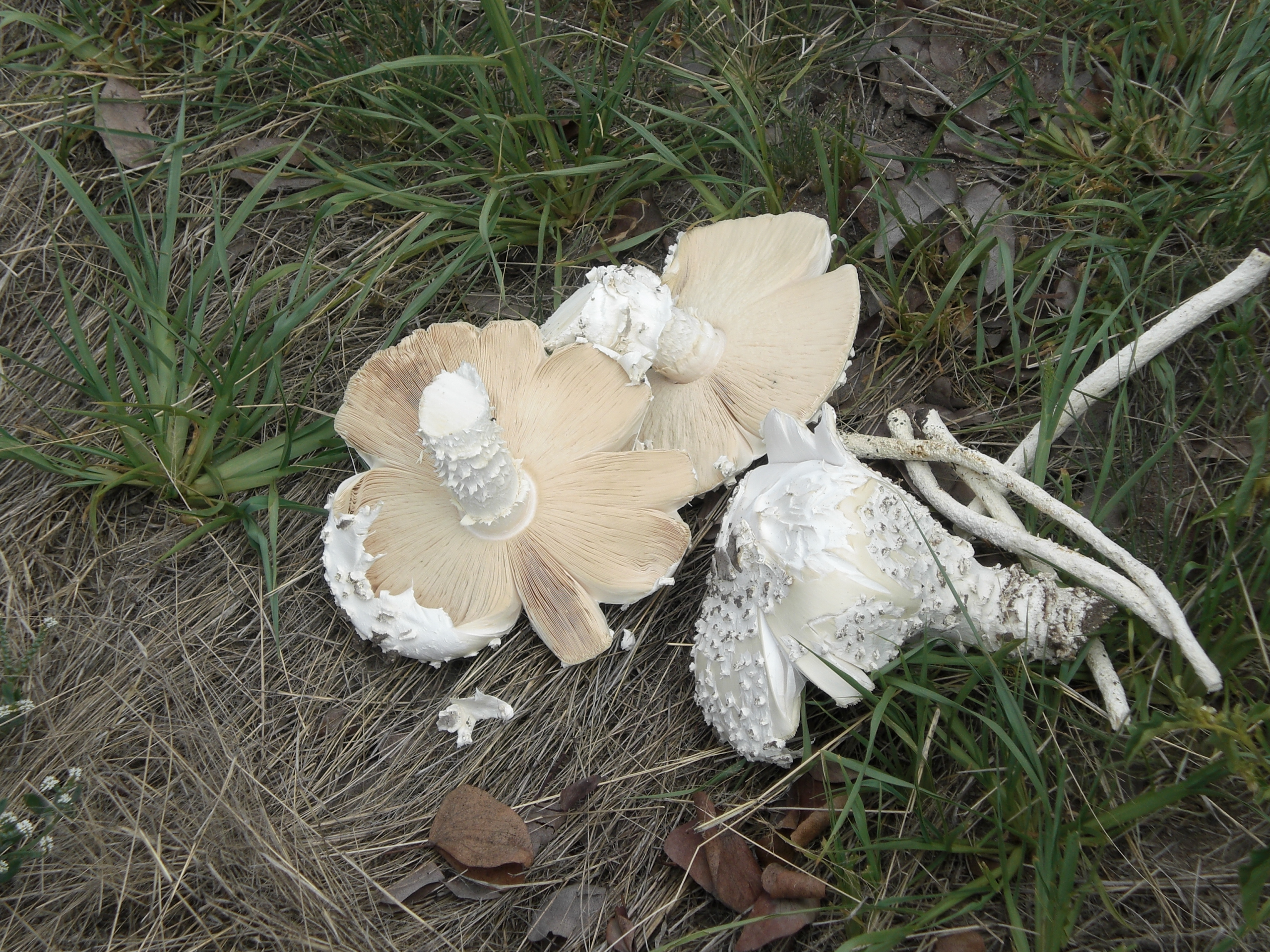
Champignons (Omayova)

## Sélection de plats

### Cuisine indigène
À l'époque précoloniale, la cuisine indigène se caractérisait par l'utilisation d'une très large gamme de fruits, de noix, de bulbes, de feuilles et d'autres produits récoltés à partir de plantes sauvages et par la chasse au gibier sauvage. La domestication du bétail dans la région il y a environ deux mille ans par les groupes Khoisan a permis l'utilisation de produits laitiers et la disponibilité de la viande.
- Vetkoek — un pain frit traditionnel[3]
- Oshikundu — une boisson à base de millet fermenté[4]

### Cuisine coloniale
La Namibie a été colonisée par des colons allemands au cours du XIXe siècle et l'influence allemande sur la cuisine blanche namibienne reste très forte. L'escalope viennoise est un exemple de cuisine des colons allemands.

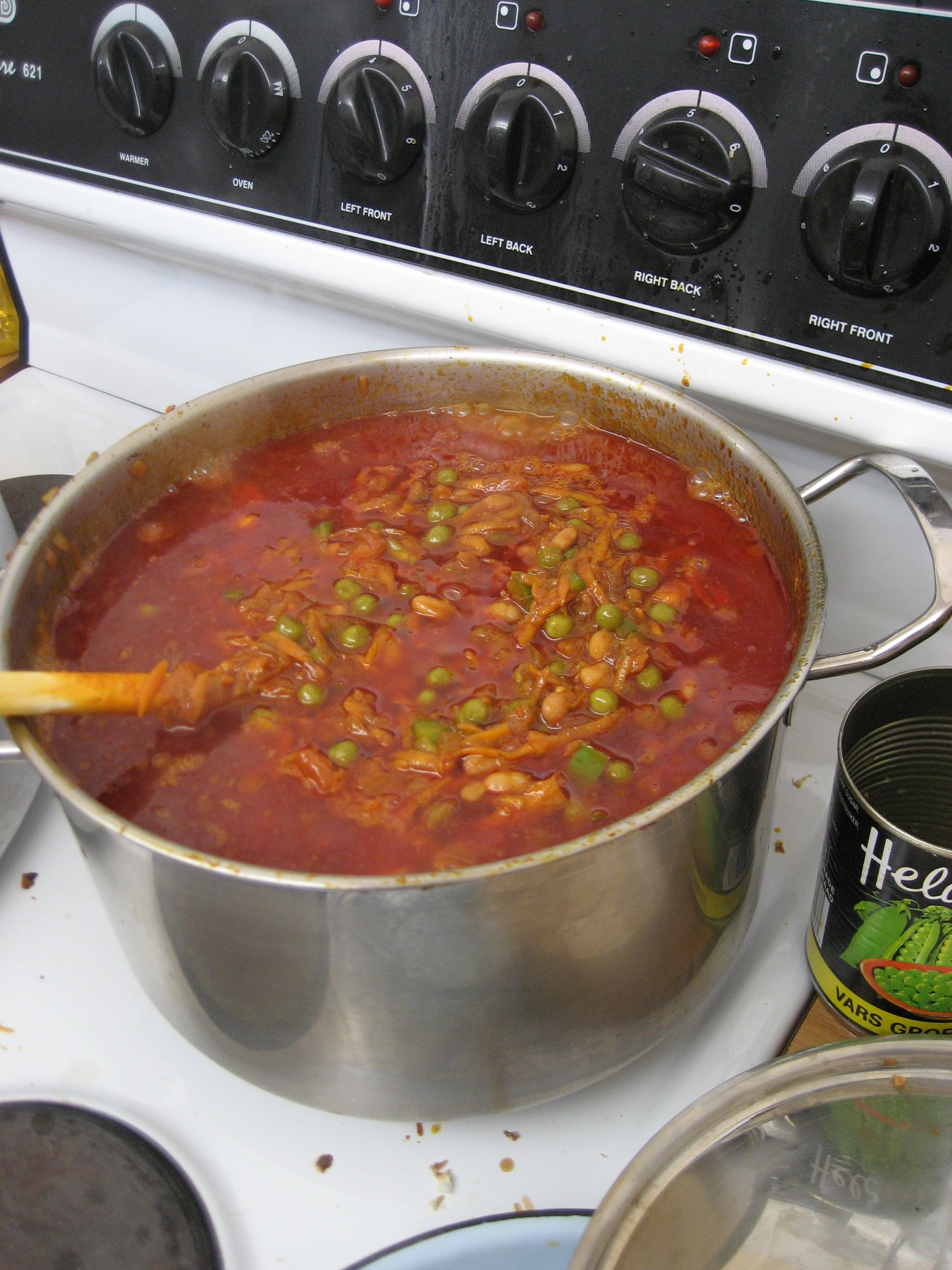
Chakalaka
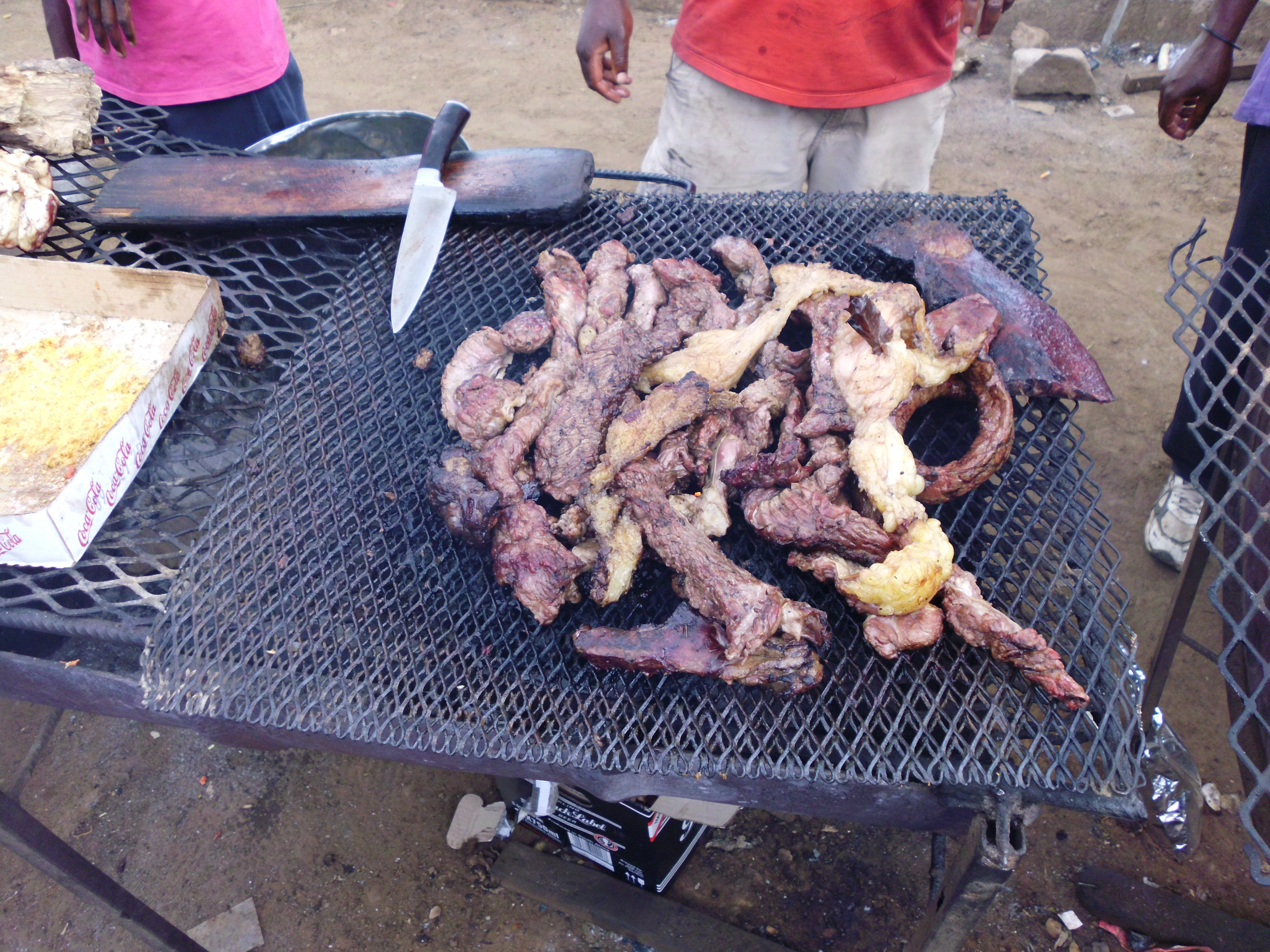
Bœuf grillé
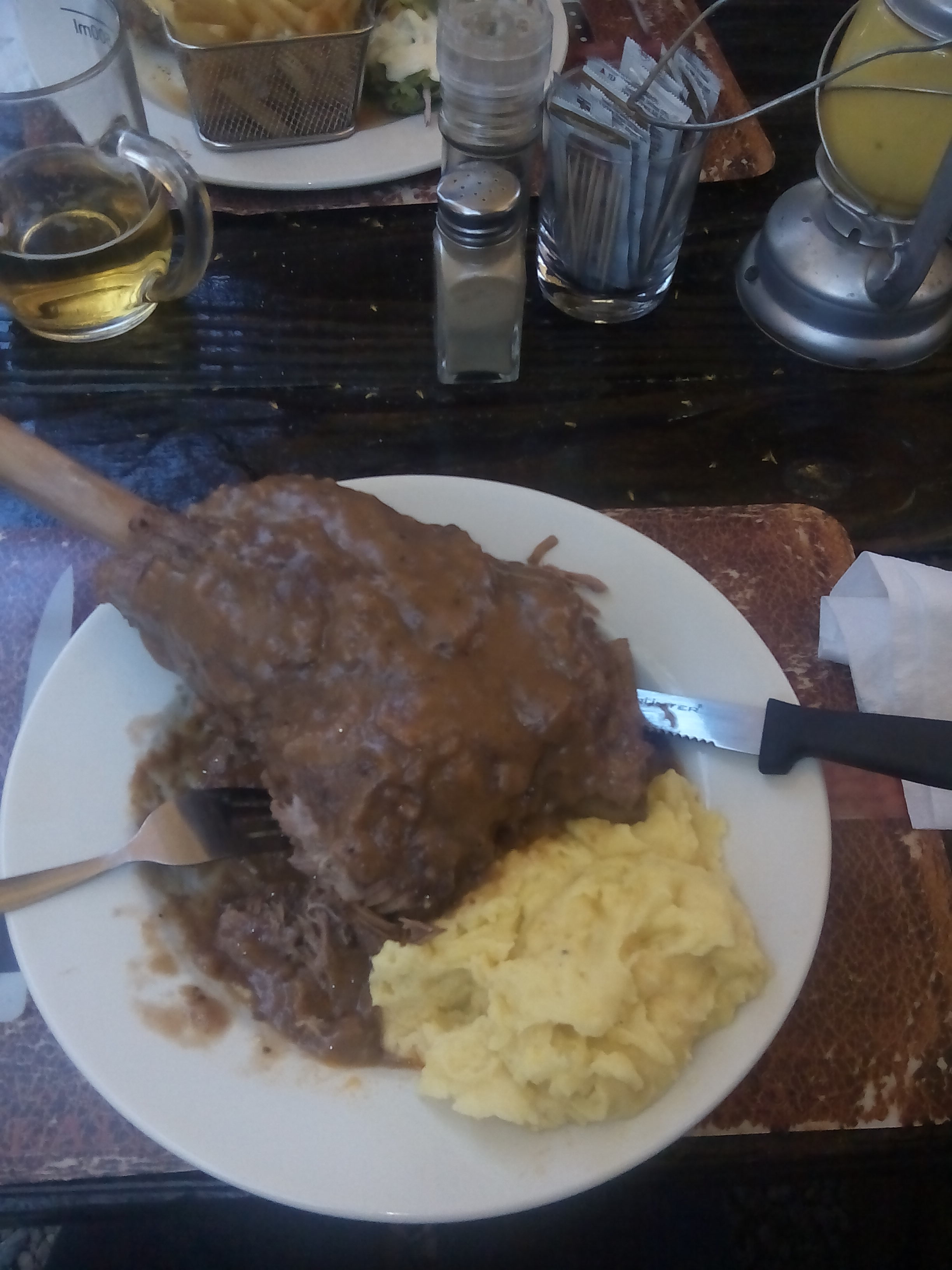
Jarret de gibier
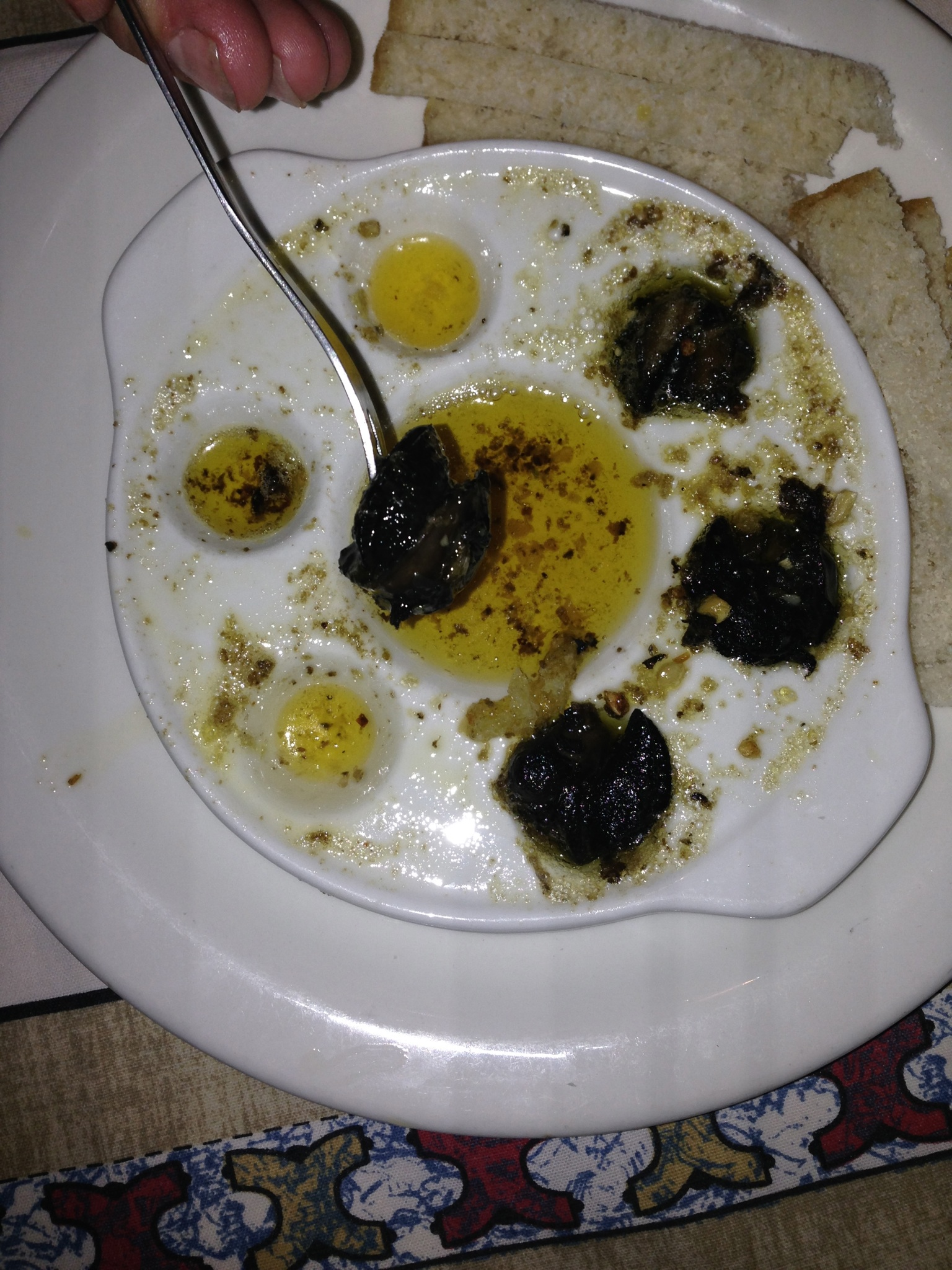
Escargots
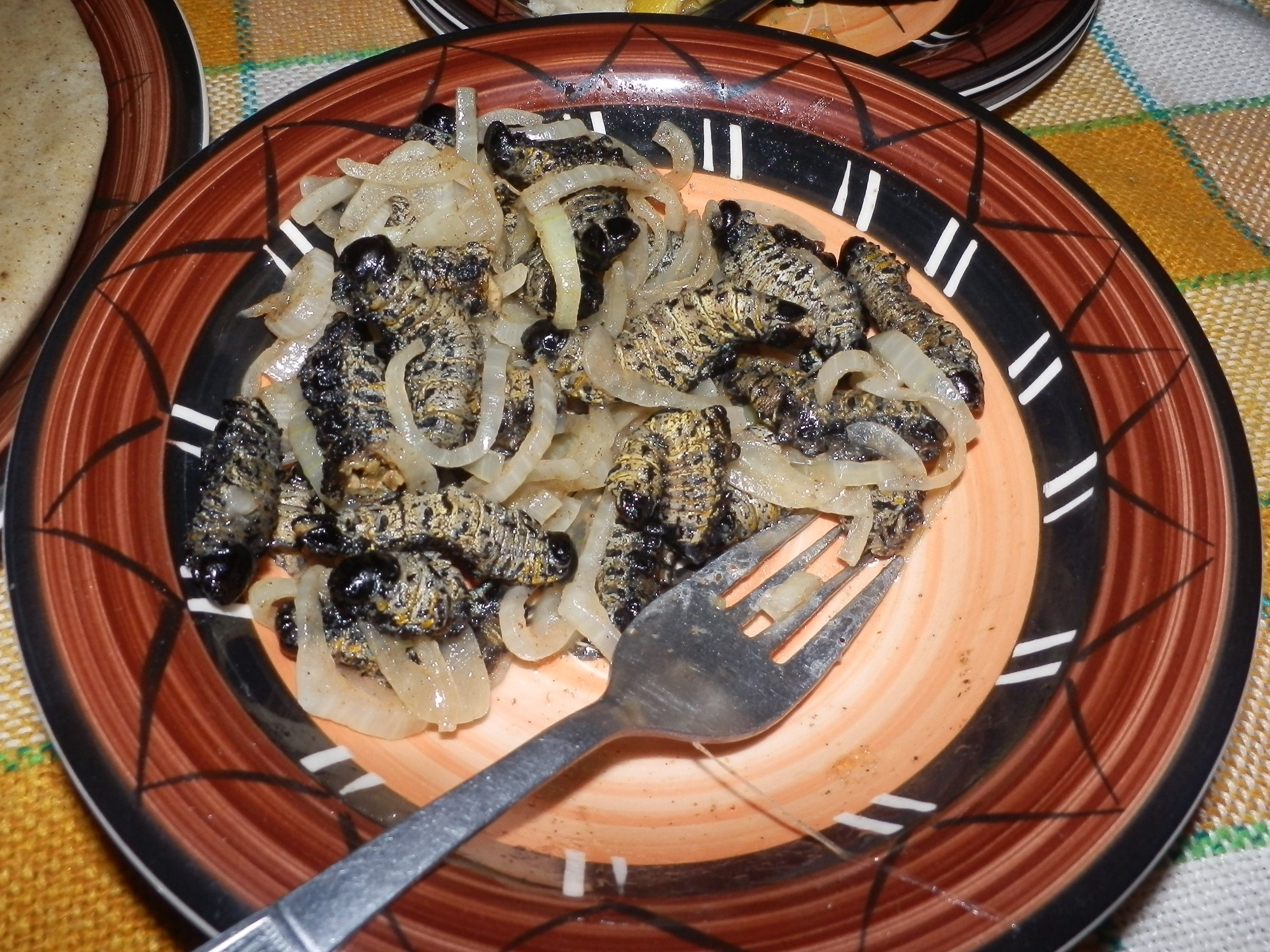
Mopanes
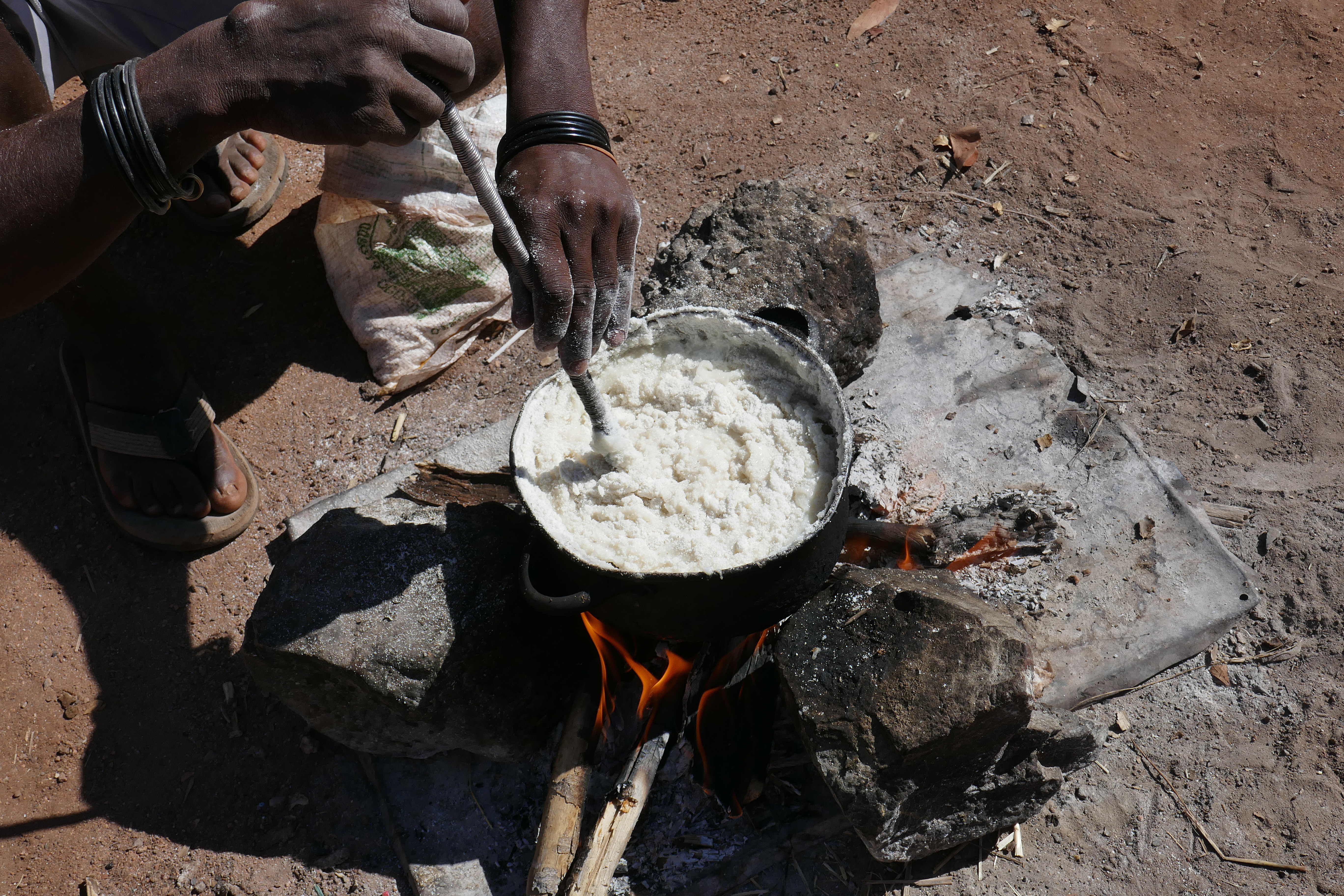
Préparation du pap en pays Himba

## Boissons
La bière était brassée par de nombreuses tribus indigènes sur le territoire qui est aujourd'hui la Namibie. Les recettes dépendaient des ingrédients disponibles localement et étaient brassées pour fabriquer par exemple de la bière au sucre et de la bière au miel. La tradition brassicole allemande s'est poursuivie dans le Sud-Ouest africain allemand colonial. Après qu'il s'est rapidement avéré peu pratique et coûteux de l'importer d'Allemagne, des brasseries ont été établies dans toute la colonie. Cependant, après la Première Guerre mondiale, lorsque de nombreux Allemands furent déportés et qu'une dépression économique s'installa, la plupart des brasseries firent faillite.

Les bières blondes allemandes, notamment les bières Tafel et Windhoek, sont toujours brassées dans le pays pour la consommation intérieure et l'exportation.

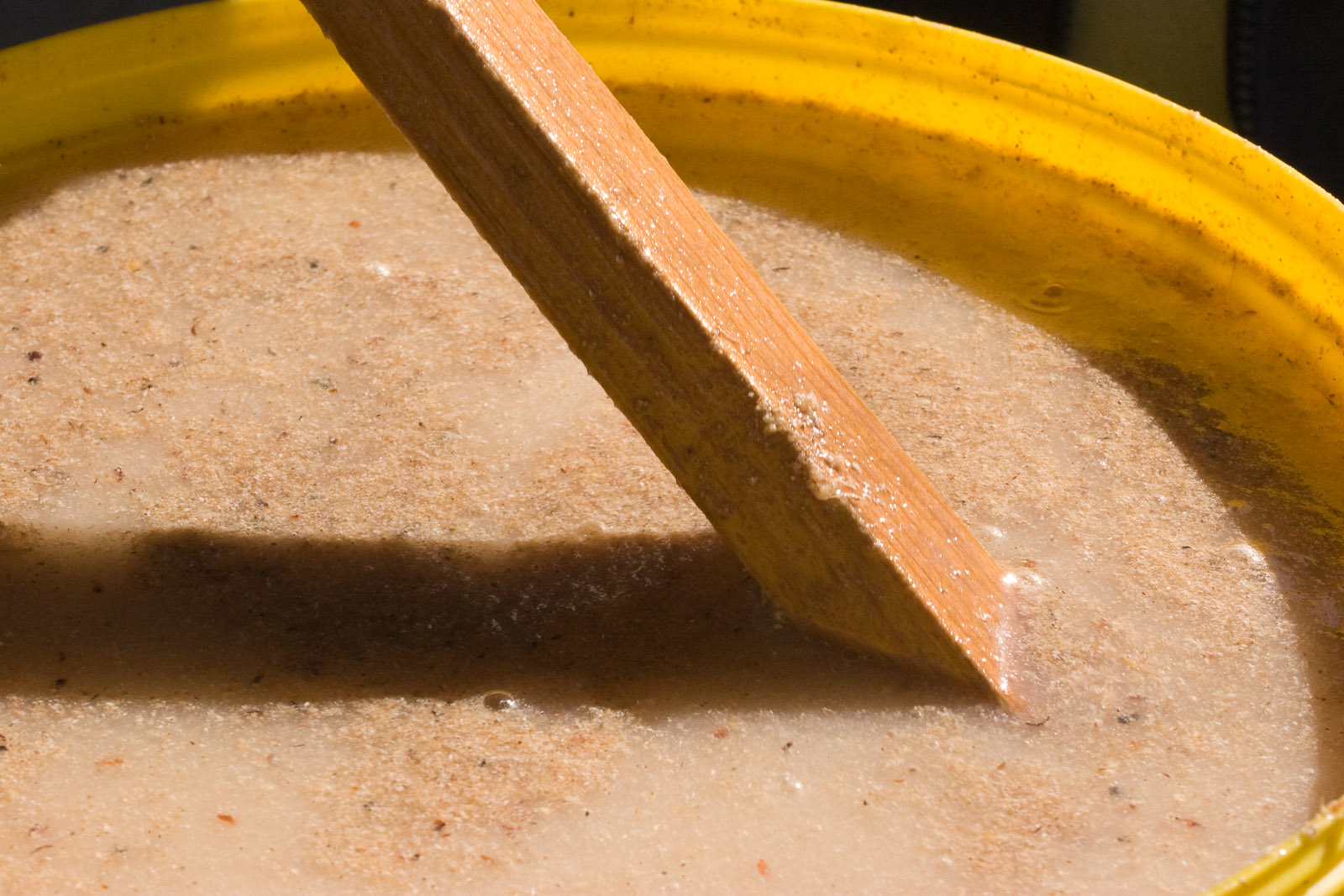
Oshikundu (bière artisanale)
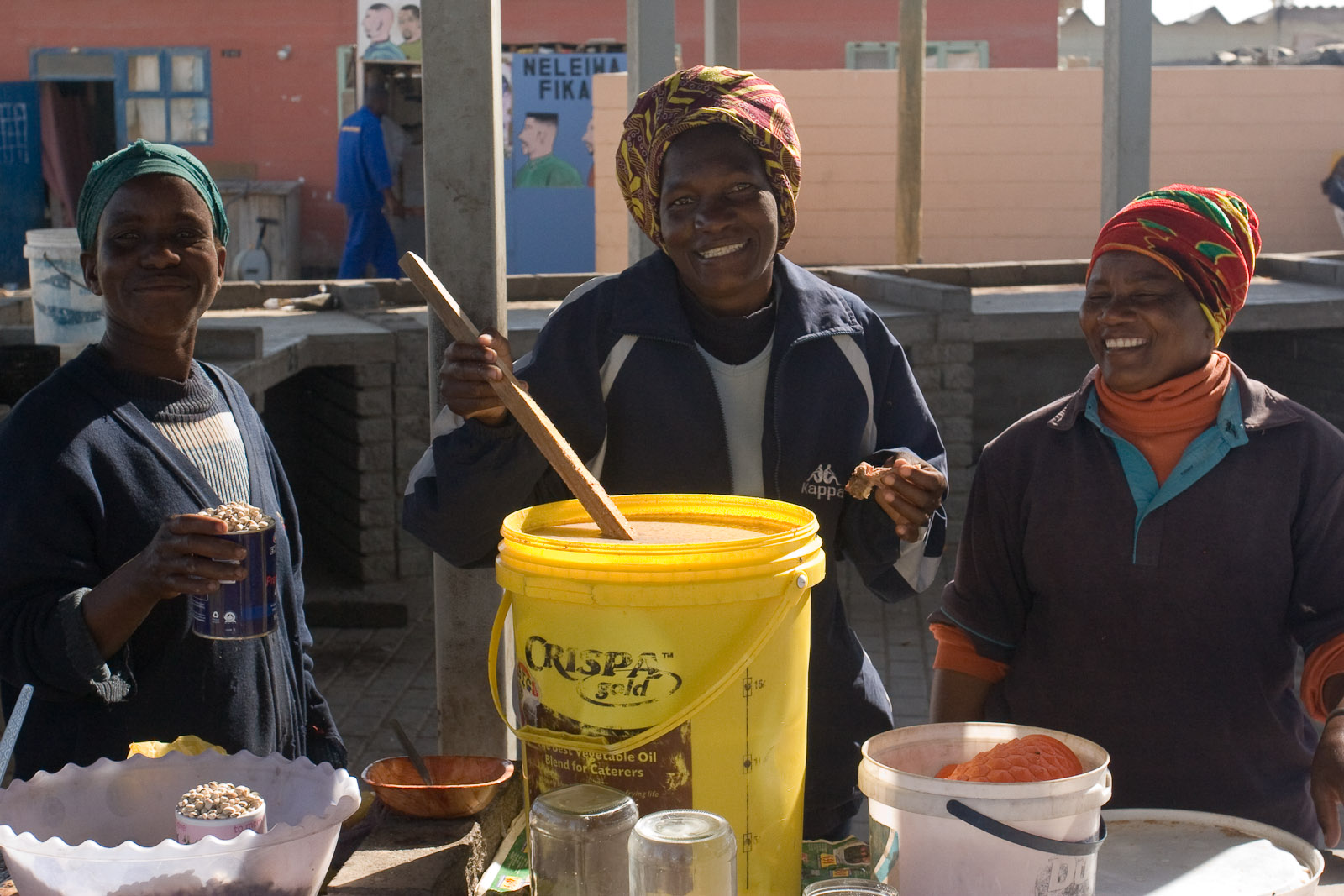
Vente d'oshikundu
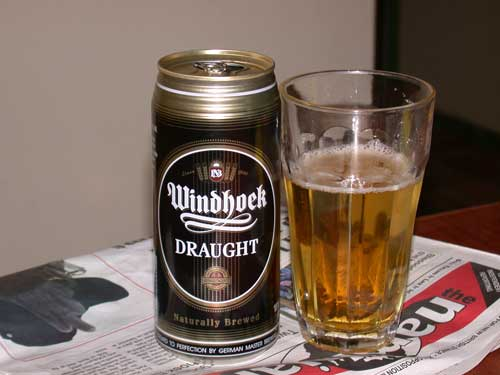
Windhoek Draft
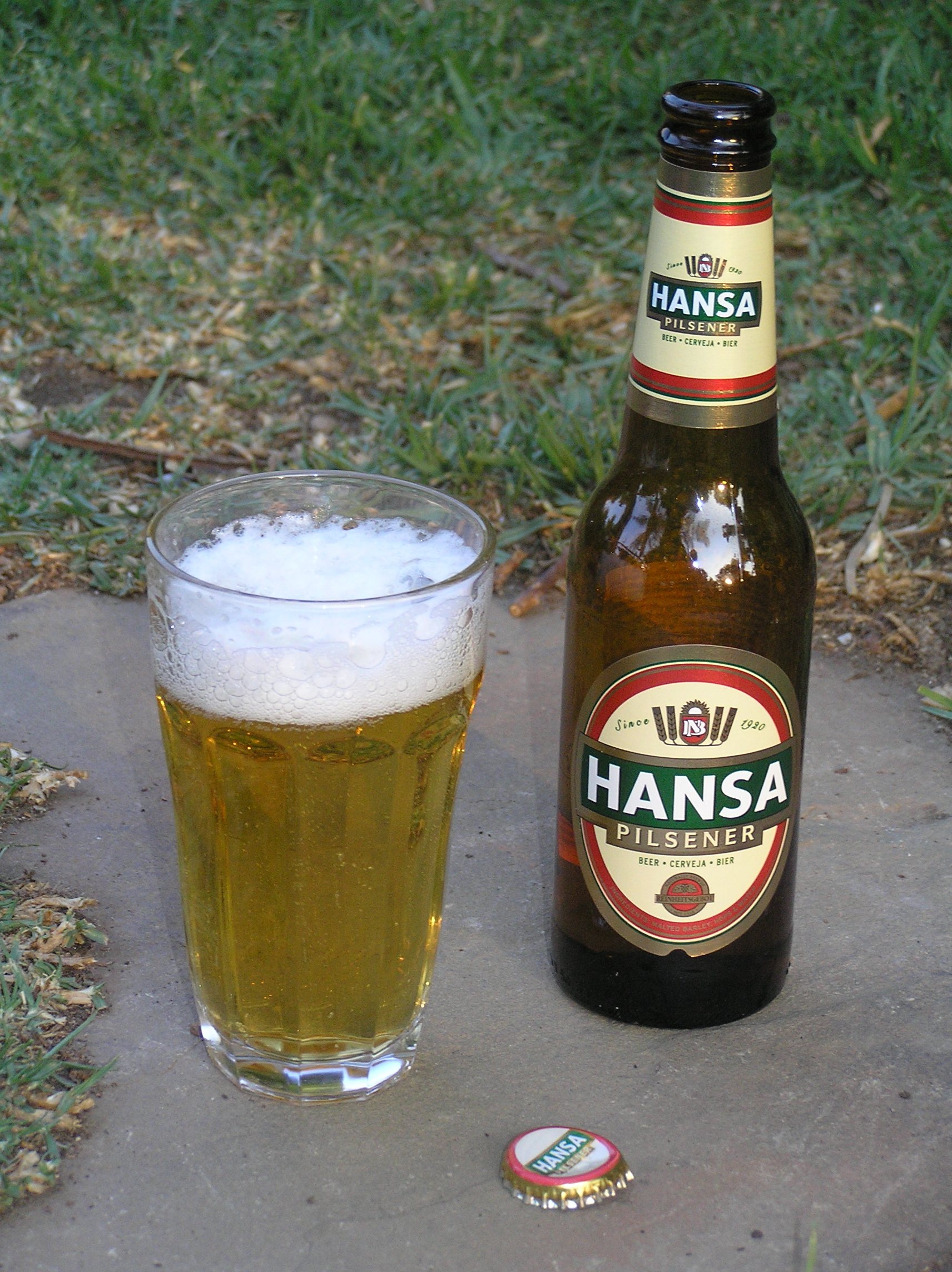
Hansa Pilsener